# Антополь (Винницкая область)
Антополь (укр. Антопіль) — село на Украине, находится в Тульчинском районе Винницкой области.
Код КОАТУУ — 0523983002. Население по переписи 2001 года составляет 475 человек. Почтовый индекс — 24249. Телефонный код — 8 — 04348. Занимает площадь 1,216 км².

## Местная власть
24240, Винницкая область, Тульчинский р-н, пгт Вапнярка, ул. Независимости, 140.

## История
Назван в честь Антония Станислава Святополка-Четвертинского — польского государственного деятеля, владельца имения Антополь.

## Религия
В селе действует Крестовоздвиженский храм Томашпольского благочиния Могилёв-Подольской епархии Украинской православной церкви.

## Достопримечательности
Дворец Антония Яна Непомуцена Святополк-Четвертинского, нач. 19 в., классицизм (на данный момент психбольница).